# Étienne Jodelle
Étienne de Jodelle, Seigneur de Lymodin (1532—1573) var en fransk digter.
Jodelle, der var medlem af Plejaden, forsøgte først i den franske renaissancelitteratur det afgørende rud med middelalderens dramaformer og en direkte efterligning af den antikke tragedie. I 1553 opførte han selv tillige med sine venner i Collège de Boncourt, i Henrik II's nærværelse, det første franske sørgespil Cléopâtre captive og ikke længe efter den første franske komedie Eugène ou la rencontre, der hver for sig polemiserer mod de gamle mysteriespil og mod de gamle moraliteter og farcer. Senere skrev Jodelle endnu en tragedie Didon se sacrifiant, der dog ikke blev opført. Handlingen i disse tragedier er yderst spinkel og enkel, uden dramatisk knudepunkt, men med stærk lyrisk patos i dialogen og i korene. Cléopâtre er skrevet delvis i ti-, delvis i tolvstavelsesvers, Didon alene i alexandrinere. Jodelles forsøg fik betydning som, ganske vist ufuldkomne forløbere for 17. århundredes pseudoklassiske tragediestil, ligesom komedien Eugène ved intrige og forsøg på karakteristik indvarsler det kommende lystspil. Jodelles øvrige digtning (sonetter, oder, elegier og chansons) fik ingen betydning. Hans Œuvres udkom 1574 og 1583, ny udgave ved Marty-Laveaux (2 bind, 1868—70).